# Szefowie ministrów Guernsey

## Lista szefów ministrów wyspy Guernsey
| Osoba | Osoba                        | Kadencja      | Kadencja      |
| #     | Imię i nazwisko              | Od            | Do            |
| ----- | ---------------------------- | ------------- | ------------- |
| 1     | Laurie Morgan (1930–2018)    | 1 maja 2004   | 5 marca 2007  |
| 2     | Mike Torode (1940/1941–2024) | 5 marca 2007  | 1 maja 2008   |
| 3     | Lyndon Trott (1964–)         | 1 maja 2008   | 1 maja 2012   |
| 4     | Peter Harwood (1947–)        | 1 maja 2012   | 12 marca 2012 |
| 5     | Jonathan Le Tocq (1964–)     | 12 marca 2014 | 4 maja 2016   |

Z dniem 1 maja 2016 Rada Polityki na której czele stał szef ministrów, została zastąpiona przez Komitet Polityki i Zasobów z przewodniczącym na czele.

## Lista przewodniczących
| Osoba | Osoba                   | Kadencja             | Kadencja             |
| #     | Imię i nazwisko         | Od                   | Do                   |
| ----- | ----------------------- | -------------------- | -------------------- |
| 1     | Gavin St Pier (1967–)   | 4 maja 2016          | 16 października 2020 |
| 2     | Peter Ferbrache (1951–) | 16 października 2020 | 13 grudnia 2023      |
| 3     | Lyndon Trott (1964–)    | 13 grudnia 2023      | 1 lipca 2025         |
| 4     | Lindsay de Sausmarez    | 1 lipca 2025         | nadal                |